# 셀로맥스사이언스
셀로맥스사이언스(Cellromax Science)는 대한민국의 건강기능식품 및 기능성 화장품 기업이다. 대표이사는 서정민이다. 본사는 경기도 용인시 기흥구 청덕동에 위치해 있다.

## 역사
2014년 10월 22일에 설립되었다.

## 상장
2024년 한화플러스3호스팩과의 합병을 통해 코스닥 시장에 상장했다.

## 참고문헌
1. ↑  셀로맥스사이언스, 코스닥 상장...화장품⸱건기식 라인업 보유
2. ↑  셀로맥스사이언스, 코스닥 입성 첫날 15%대 강세
3. ↑  유현석, 서정민 셀로맥스사이언스 대표 "코스닥 입성 후 본격 세계시장 공략", 아시아경제, 2024.10.21
4. ↑  고정삼, '스팩상장' 셀로맥스사이언스, 상장 첫날 장 초반 15%대↑, 한국경제, 2024.12.13